# ترکی بن عبدالله ناصر السدیری
ترکی بن عبدالله ناصر السدیری روزنامه‌نگار، نویسنده و سردبیر سابق، اهل عربستان سعودی، در سال ۱۳۶۳ هجری در شهر الغاط یکی از شهرهای منطقه ریاض به دنیا آمد. او در شهر ریاض تحصیل کرد و از سال ۱۳۹۴ سردبیر روزنامه الریاض بود. او در تاریخ ۱۶ شوال سال ۱۴۳۶ بعد از ۴۱ سال کار در این روزنامه از منصبش کناره‌گیری کرد. عبدالله بن عبدالعزیز آل سعود یکی از پادشاهان گذشته عربستان سعودی به او لقب شاه روزنامه‌نگاران داده بود.

## دست‌آوردها
او از سال ۲۰۰۵ تا پایان عمرش منصب رئیس اتحادیه خبرنگاران خلیج را بعهده داشت. علاوه بر آن سردبیر روزنامه الریاض نیز بود.

## درگذشت
ترکی بن عبدالله ناصر السدیری سردبیر روزنامه الریاض در تاریخ ۱۸ شعبان ۱۴۳۸ هجری مطابق با ۱۴ می ۲۰۱۷ در سن ۷۳ سالگی درگذشت.